# Президентські вибори у США на Алясці, 2016
Президентські вибори у США на Алясці відбулись 8 листопада 2016 року, як частина загальних президентських виборів, у яких всі 50 Штатів і округ Колумбія взяли участь. На Алясці виборці обирали виборників, які представляли їх в колегії виборників шляхом народного голосування, обираючи Республіканську партію з кандидатом, бізнесменом Дональдом Трампом, і його напарником, що є губернатором Індіани, Майком Пенсом, проти кандидата від Демократичної партії, минулого держсекретаря, Гілларі Клінтон і її напарника, сенатора від Вірджинії Тіма Кейна.
Дональд Трамп виграв вибори на Алясці із 51.57 % голосів. Гілларі Клінтон отримала 36.39 % голосів. Аляска голосувала за республіканців на всіх виборах, починаючи з 1968 року, і з 1959 року, вона тільки голосувала за демократичного кандидата в одному випадку: Президента Ліндона Б. Джонсона, що переміг в 1964.
Штат відомий своєю підтримкою й інших кандидатів, у тому числі лібертаріанця Гарі Джонсона на виборах 2012 року, на яких Аляска була його третім за підтримкою штатом. 2016 року за кандидата від Лібертаріанської партії проголосувало 5.85 % виборців.

## Політична ситуація
Чинний президент США, Барак Обама, а також демократ і колишній сенатор США від штату Іллінойс, був вперше обраний президентом на виборах 2008 року. Обама працює з екссенатором від Делаверу Джо Байденом. Перемігши Республіканського кандидата, сенатора від Аризони Джона Маккейна, з 52.9 % звичайних і 68 % голосів від виборників, Обама був обраний на пост президента після Джорджа Буша-молодшого. Обама й Байден були переобрані в президентських виборах 2012 року, перемігши ексгубернатора штату Массачусетс Мітта Ромні з 51.1 % голосів виборців і 61,7 % голосів від виборників. Рейтинг схвалення Барака Обами на RealClearPolitics був в середньому між 40 і 50 відсотків протягом всього його другого строку.
Обама не має права на ще одне переобрання після закінчення свого строку. У жовтні 2015 року, віцепрезидент Байден не зважився вступити у боротьбу за посаду. У зв'язку з тим, що час їх перебування на посту закінчується 20 січня 2017 року, електорат запропонував обрати нового 45-го президента і  48-го віцепрезидента США, відповідно.

### Попередні вибори на Алясці
Штат Аляска віддавав свої голоси Республіканській партії щоразу, починаючи з 1968 і тільки одного разу Демократичній.
Аляска також має історію підтримки сторонніх кандидатів на президентський рівень. Аляска була другою за голосами на виборах 1992 року. Тоді за незалежного кандидата Росса Перо проголосувало 28 %. Аляска була також третьою за голосами для лібертаріанского кандидата Гері Джонсона у 2012 році, віддавши йому 2.46 % голосів.

## Спори на кокусах
На Республіканських Національних Зборах, частина голосів Аляски були віддані за Дональда Трампа, хоча делегація зачитала свої голоси за підсумками нарад — 12 для Круз, 11 для Трампа і 5 для Рубіо. Делегат оскаржував записи результатів. Однак, голова Райнс Прібус захищав дії секретаря, заявивши, що делегати були за Трампа.

## Явка
Згідно з відділом Аляски, явка на виборах склала близько 48,4 %, 255,7 тис. бюлетенів, було віддано 528,761 голосів.

## Результати
Дональд Трамп виграв вибори на Алясці із 51.57 % голосів. Гілларі Клінтон отримала 36.39 % голосів[1]. Аляска голосувала за республіканців на всіх виборах, починаючи з 1968 року, і з 1959 року, вона тільки голосувала за демократичного кандидата в одному випадку: Президента Ліндона Б. Джонсона, що переміг в 1964.